# Fontaine-Notre-Dame (Aisne)
Fontaine-Notre-Dame település Franciaországban, Aisne megyében. Lakosainak száma 379 fő (2022. január 1.). Fontaine-Notre-Dame Bernot, Fieulaine, Fonsomme, Homblières, Marcy és Neuvillette községekkel határos.

## Népesség
A település népességének változása:
| Lakosok száma | 409  | 418  | 424  | 385  | 405  | 396  | 389  | 386  | 383  | 379  |
|               | 1968 | 1982 | 1990 | 2006 | 2013 | 2015 | 2017 | 2019 | 2020 | 2022 |